# 柴田純志
柴田 純志（しばた じゅんじ、1959年 - ）は、日本の国際政治学者。専門は国際政治システム論。

## 人物
北海道小樽市生まれ。北海道札幌南高等学校出身。慶應義塾大学在学中に、東京工業大学の永井陽之助に師事。一橋大学大学院では、山本満が指導教官だった。千葉敬愛短期大学助教授、敬愛大学専任講師、ワルシャワ大学客員講師等を経て、1995年より学習院大学法学部政治学科講師となる。
京都大学准教授の坂出健は、柴田の著書『ウェストファリアは終わらない ― 国際政治と主権国家』を、ウェストファリア体制の歴史的・理論的評価を簡潔にまとめた良書であると評した。

## 略歴
- 北海道札幌南高等学校卒業
- 1985年 慶應義塾大学法学部政治学科卒業
- 1987年 一橋大学大学院法学研究科修士課程修了
- 1992年 一橋大学大学院法学研究科博士課程単位取得満期退学
- 1992年 - 1995年 千葉敬愛短期大学国際教養科専任講師
- 1995年 - 1997年 千葉敬愛短期大学国際教養科助教授
- 1997年 - 2001年 敬愛大学国際学部専任講師
- 1995年 - 2017年 学習院大学法学部政治学科講師

## 著作

### 著書
- 『ウェストファリアは終わらない ― 国際政治と主権国家』（虹有社、2012年）
- 「現代日本の政治外交における国家ヴィジョンの分裂」『PROCEEDINGS OF WARSAW SYMPOSIUM ON JAPANESE STUDIES 23-26 November 1994』（共著、DIALOG、1999年）

### 論文
- 「「事実」とその認識 Keith L.Nelson and Spencer C.Olin,Jr., Why War? Ideology, Theory, and History, University of California Press, 1979, 201pp.」 一橋研究 10(4) 1986-01-31 p.191-197
- 「小国とは何か?」一橋研究 11(2) 1986-07-30 p.85-104
- 「パワーと小国の概念」千葉敬愛短期大学紀要 15 1993-03 p.31a-19a
- 「K. J. ホルスティ『国際システムにおける変化』」千葉敬愛短期大学紀要 15 1993-03 p.131a-125a
- 「小国-国際政治におけるユートピア」千葉敬愛短期大学紀要 16 1994-02 p.77a-55a
- 「フランシス・フクヤマ『歴史の終わり』上・下, 渡部昇一訳, 三笠書房, 1992年, 上332ページ, 下317ページ」千葉敬愛短期大学紀要 16 1994-02 p.184a-177a
- 「非同盟の起源(上)」国際教養学論集 4 1994-10 p.109-141
- 「非同盟の起源(下)」 国際教養学論集 4 1994-10 p.109-141
- 「60年代の非同盟」 国際教養学論集 5 1995-10 p.111-131
- 「60年代非同盟の主張」国際教養学論集 5 1995-10 p.185-192
- 「55年体制とは何か 1 冷戦と55年体制」JAPONICA（ポーランド）第11号、1999年2月、pp. 59-72（ポーランド語への翻訳）
- 「55年体制とは何か 2 中選挙区制と55年体制」JAPONICA（ポーランド）第13号、2000年2月、pp. 69-77（ポーランド語への翻訳）
- 「55年体制とは何か 3 55年体制の制度化と崩壊」JAPONICA（ポーランド）第15号、2001年2月、pp. 58-71（ポーランド語への翻訳）